# 加雅拉塞尔沃
加雅拉塞尔沃（法語：Gaja-la-Selve，法語發音：[ɡaʒa la sɛlv] ⓘ）是法国奥德省的一个市镇，属于卡尔卡松区。

## 地理
加雅拉塞尔沃（43°11'43"N, 1°53'45"E）面积11.38 平方千米，位于法国奧克西塔尼大區奥德省，该省份为法国南部沿海省份，北起塔恩省，西北接上加龙省，西接阿列日省，南至东比利牛斯省，东临地中海，东北与埃罗省接壤。
与加雅拉塞尔沃接壤的市镇（或旧市镇、城区）包括：卡于扎克、卡扎尔勒努、热内维尔、拉法日、迈尔维尔、佩什吕纳、里布伊斯、圣阿芒。

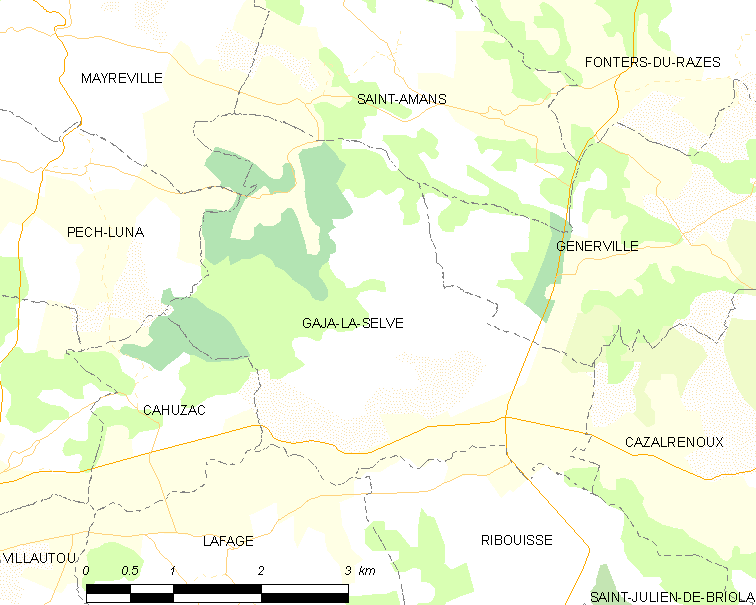
加雅拉塞尔沃的OSM定位图

加雅拉塞尔沃的时区为UTC+01:00、UTC+02:00（夏令时）。

## 行政
加雅拉塞尔沃的邮政编码为11270，INSEE市镇编码为11159。

## 政治
加雅拉塞尔沃所属的省级选区为拉皮耶日欧拉泽斯县。

## 人口

1962-2008年间加雅拉塞尔沃人口变化图示

加雅拉塞尔沃于2022年1月1日时的人口数量为136人。